# Утхин Боуньявонг
Утхин Боуньявонг (Бунньявонг) (лаос. ອຸທິນ ບຸນຍາວົງ, ʻUthin Bunyāvong, 1942—2000) — лаосский писатель.
Он родился в 1942 году в провинции Сайнябули и вырос в столице страны Вьентьяне, где одним из его первых учителей был Сомчин Нгинн, автор первого романа на лаосском языке.
В 1960-е годы Утхин работал на разных должностях и начал публиковать короткие художественные произведения в газетах и журналах, занимался переводами на лаосский язык произведений европейских авторов. Был близок к группе писателей, которые были детьми известного лингвиста и историка Маха Сила Виравонга. В конце концов он женился на одной из членов этого кружка, писательнице Дуангдеуане Виравонг.
Утхин работал во время гражданской войны в Лаосе и после победы коммунистов в 1975 году продолжал писать для Государственного издательства. Многие из его рассказов посвящены традиционным аспектам лаосской сельской жизни, и по крайней мере один сборник был переведён на английский язык как «Mother’s Beloved» («Возлюбленный матери», ISBN 9789747551044). 
На русский язык было переведено два рассказа Утхин Боунньявонга: "Ах, как она улыбалась" (перевод О. Иньшаковой, С. Довени) и один из рассказов из сборника «Кто кричал?» (1978 г.) «Красавица» (перевод М. Загорского).